# نقص الفوسفاتاز
يعد نقص الفوسفاتاز (ويُسمى أيضًا عوز الألكالين فوسفاتاز، أو الفوسفوإيتانول أمين يوريا) مرضًا نادرًا، وقاتلًا حتى في بعض الأحيان، وهو أحد أمراض العظم الاستقلابية. أعراضه السريرية غير متجانسة، وتتراوح بين الأعراض المُسبّبة للموت السريع التي تبدأ خلال فترة حول الولادة، بنقص شديد في تمعدن الهيكل العظمي، وحالة تنفسية متوسطة، وقد تقتصر الأعراض على هشاشة عظام أخف، وتتطور في وقت لاحق من الحياة. يؤدي عَوَز إنزيم الألكالين فوسفاتاز غير الخاص بالنسج TNSALP في الخلايا العظمية، والخلايا الغضروفية إلى نقص تمعدن العظم مما سيؤدي إلى الكساح أو تلين العظام. سبب الحالة هو نشاط غير طبيعي لإنزيم TNSALP في المصل وسببها أحد الطفرات الـ 200 التي حُدّدت حتى الآن، والتي قد تُصيب الجين الذي يرمّز هذا الإنزيم. الوراثة الجينية للمرض تكون إما جسمية مقهورة، أو جسمية سائدة في الأشكال المعتدلة منه، وقدّرت أحد الدراسات أن معدّل حدوث الشكل الحاد من المرض عند المواليد الأحياء يقدّر بولادة واحدة لكل 100 ألف ولادة.

## الأعراض
يوجد مجموعة متنوعة من الأعراض التي تعتمد بشكل كبير على عمر المريض عند بدء المرض، والتي تتراوح من موت الجنين في باطن الرحم إلى مشاكل خفيفة نسبيًا في الأسنان عند البالغين، وعلى الرغم من توصيف العديد من الأنواع الفرعية السريرية للمرض اعتمادًا على العمر الذي اكتُشفت فيه آفات الهيكل العظمي، فمن الأفضل فهم هذا المرض باعتباره طيفًا واحدًا مستمرًا.

### نقص فوسفات الدم في الفترة ما حول الولادة
نقص فوسفات الدم في الفترة ما حول الولادة هو الشكل الأكثر شدّة من المرض، يحدث فيه نقص تمعدن عميق في قلنسوة الجمجمة (القبة)، وقِصر أو تشوه في الأطراف أثناء الحمل، أو عند الولادة، والموت السريع بسبب فشل الجهاز التنفسي، لا تعتبر ولادة جنين ميت حالة غير شائعة، والبقاء طويلًا على قيد الحياة أمر نادر، ويعاني الوِلدان الذين يتمكنون من البقاء على قيد الحياة من زيادة معدل التنفس بسبب تلين العظم، وعدم تطور الرئتين (نقص تنسجهما)، وفي النهاية قد يؤدي إلى فشل في الجهاز التنفسي، وقد يصاب الطفل بنوبات صرع، ومن الممكن أن تكون مميتة. قد تتوسع المناطق التي يتطور فيها لا تمعدن عظمي وتتعدى على مساحات النخاع ما سيؤدي إلى فقر دم.
على الرغم من الاختلاف الكبير من مريض لآخر، وتنوع نتائج التصوير الشعاعي لكن يمكن اعتبار الأشعة السينية بأنها اختبار تشخيصي موثوق للمرض.

### نقص الفوسفاتاز الطفلي
يظهر نقص الفوسفاتاز الطفلي في الأشهر الستة الأولى من العمر، مع بداية سوء التغذية وعدم كسب وزن، وغالبًا تبدأ المظاهر السريرية للكساح بالظهور في هذا الوقت، وتبدو الدروز القحفية واسعة ما يعكس نقص تمعدن الجمجمة، ويوجد غالبًا تعظم دروز باكر وظيفي، وفي حال نجا المريض في طفولته، قد تندمج هذه الدروز بشكل دائم. وتؤدي العيوب في الصدر كالصدر السائب إلى كسور في الأضلاع، مؤدية بذلك إلى اضطرابات تنفسية، والتهاب رئوي. وارتفاع الكالسيوم في الدم (فرط كالسيوم الدم) والبول (فرط كالسيوم البول) أمران شائعان أيضًا، وقد يفسران المشاكل الكلوية، وحالات الإقياء المتكررة التي تحدث في سياق المرض.
المظاهر الشعاعية أقل من الموجودة عند الأطفال ما حول الولادة، ويُقدّر معدّل الوفيات بـ 50% في السنة الأولى من العمر.

### نقص الفوسفاتاز في الطفولة
المظاهر السريرية لنقص الفوسفاتاز في الطفولة متغيرة، إذ تسبب العيوب التي تتطور في المِلاط السني، فقدان الأسنان اللبنية قبل سن الخامسة، وغالبًا ما تُفقد القواطع أولًا، وفي بعض الأحيان تُفقد جميع الأسنان قبل الأوان، يمكن أن يُظهر تصوير الأسنان بالأشعة السينية الأجواف التاجية (أو الغرف اللبية) المتوسعة وأنفاق جذور الأسنان التي تميز الكساح.
قد يعاني المرضى من تأخر في المشي، ومشية مُتهادية مميزة، وصلابة، وألم وضعف في العضلات (وخاصة في الفخذين)، وتُظهر الصور الشعاعية عيوبًا في التكلس وعيوبًا عظمية مميزة بالقرب من نهايات العظام الطويلة الرئيسية. من الشائع حدوث تأخر في النمو، وكسور متكرّرة، وانخفاض في كثافة العظم (قلّة العظم)، وقد تندمج عظام الجمجمة قبل الأوان عند الرضع والأطفال الصغار المُتأثرين بشدة.

### نقص الفوسفاتاز عند البالغين
يمكن أن يرتبط نقص الفوسفاتاز عند البالغين بالكساح، أو الفقدان المبكر للأسنان اللبنية، أو الفقدان المبكر للأسنان بعد البلوغ.

## الأسباب
يرتبط حدوث المرض بخلل جزيئي في الجين الذي يرمّز إنزيم الـ TNSALP الذي يعمل على حلمهة العديد من المواد، بما في ذلك البيروفوسفات اللاعضوي، وفوسفات البيريدوكسال، وأحد الأشكال الرئيسية للفيتامين ب6.

## العلاج
اعتبارًا من أكتوبر 2015 وافقت إدارة الأغذية والأدوية على دواء أسفواتز ألفا (سترينسيك) كدواء لعلاج نقص الفوسفاتاز.